# Вожди Атлантиды
«Вожди Атлантиды» (англ. Warlords of Atlantis) — британский приключенческий научно-фантастический фильм 1978 года режиссёра Кевина Коннора (англ.) с участием актёров Дага МакКлюра, Питера Гилмора, Шейна Риммера и Лиа Броди. В основе сюжета лежит путешествие в затерянный мир Атлантиды.
Картина получила рейтинг PG от ассоциации кинематографистов США (MPAA) и впоследствии была новеллизирована писателем Полом Виктором.

## Сюжет
Действие фильма происходит в начале XX века. Двое учёных, английский археолог профессор Айткен и его сын Чарльз, отправляются на зафрахтованном судне «Роза Техаса» на поиски пропавшей Атлантиды, изначально никому не раскрывая своей истинной цели. Они планируют совершить погружение в водолазном колоколе (батискафе), сконструированном американским инженером Грегом Коллинзом, который также взят в экспедицию.
Во время погружения батискаф с Чарльзом и Грегом на борту подвергается нападению доисторической морской рептилии — плезиозавра, но те успешно от неё отбиваются, поражая её электрическим током, а затем на дне океана они находят золотую статую. Это указывает на то, что искатели на верном пути: Атлантида действительно существовала. Статуя поднята на борт «Розы Техаса», но алчная команда решает присвоить древний артефакт себе, для чего обрубает тросы, связывающие подводный аппарат с судном и тяжело ранит профессора Айткена из огнестрельного оружия.
Вскоре на корабль неожиданно нападает гигантский спрут, который возвращает золотую статую и уносит четырёх членов команды в затонувшую в древности Атлантиду, а вместе с ними и батискаф с Грегом и Чарльзом. На «Розе Техаса» остаются лишь юнга Сэнди и раненый профессор.
Путешественники выясняют, что населяют затерянную страну неизвестные науке монстры (могдаан, заарги) и люди со вживлёнными жабрами. А управляют страной вожди, тысячелетия назад прилетевшие с Марса и владеющие неземными технологиями.

## В ролях
- Питер Гилмор (англ.) — Чарльз Айткен
- Даг МакКлюр (англ.) — Грэг Коллинз
- Шейн Риммер (англ.) — капитан Дэниелз
- Лиа Броди — Дельфина
- Майкл Готард — Атмир
- Хэл Галили — Гроган
- Джон Ратценбергер (англ.) — Фенн
- Дерри Пауэр (англ.) —  Джеко
- Эшли Найт (англ.) — Сэнди
- Дональд Биссет — профессор Айткен
- Сид Чарисс — Атсил
- Роберт Браун (англ.) — капитан Бриггс
- Дэниел Мэсси — Атраксон

## Производство
Фильм «Вожди Атлантиды» стал четвертым совместным проектом в жанре экшн-фэнтези режиссёра Кевина Коннора и актёра Дага МакКлюра. Предыдущие три были выпущены киностудией Amicus Productions, которая в 1980 году была закрыта.
Картина была снята на студии EMI Films (англ.) и спродюсирована Майклом Дили и Барри Спикингсом (англ.), а также частично профинансирована компанией Columbia Pictures.
Съемки фильма стартовали 5 сентября 1977 года и закончились 13 января 1978 года. Натурные съемки в Мальте начались 1 октября. Большое количество материала было отснято на острове Гоцо.
При бюджете в $2 000 000 лента снята с монофонической звуковой дорожкой.

### Наименование фильма
Первоначально фильм получил название «Атлантида». Однако чтобы избежать путаницы с фильмом 1961 года «Атлантида, погибший континент» (англ. Atlantis The Lost Continent), авторы поменяли его на «7 городов Атлантиды».
Позже, после провала американского сериала «Человек из Атлантиды» (Man from Atlantis (англ.)), создатели не захотели связывать название своего фильма с этим проектом и переименовали его в «Вожди глубин» (англ. Warlords of the Deep).
Но затем студия Columbia Pictures, которая частично финансировала фильм, посчитала, что возникает слишком большое сходство с картиной 1977 года «Бездна» (англ. The Deep), поэтому название было изменено на окончательное — «Вожди Атлантиды» (англ. Warlords of Atlantis).